# Ovariální folikul

Ovariální cyklus včetně několika fází vývoje ovariálního folikulu

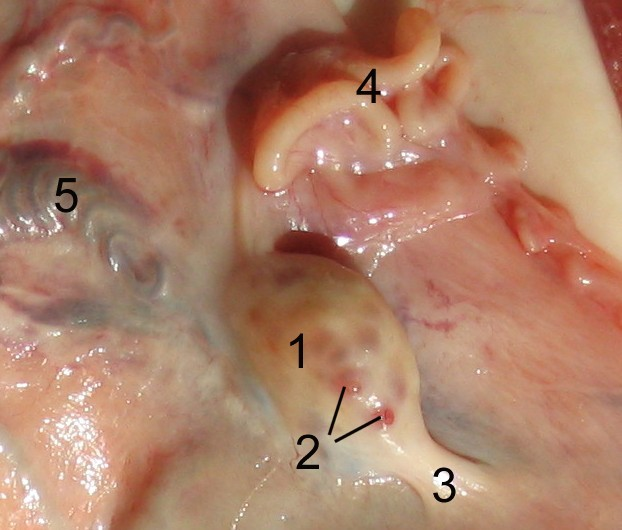
Vaječník ovce; 1- vaječník; 2- vaječník před ovulací

Ovariální folikul (folikul vaječníku) je útvar tvořený obvykle jedním oocytem (budoucím vajíčkem) a vrstvami podpůrných folikulárních čili granulózních buněk. Vzácně však oocytů může být více a mohou se v tomto případě narodit dvojčata či trojčata; ta však mohou vzniknout i jinak.

## Vývoj
U člověka se již v ženském embryu v oblasti vaječníku vyvíjí zásoba primordiálních folikulů, složených z oocytů v profázi meiózy I a jedné vrstvy podpůrných granulózních buněk. V prvním menstruačním cyklu (menarché) na počátku puberty se z této zásoby několik (15–20) folikulů začne v přesně určeném sledu vyvíjet (účinkem hormonu folitropinu), nicméně obvykle k ovulaci dospívá pouze jeden:
- primární (preantrální) folikul
  - jednovrstevný – rozvíjí se endomembránový systém vajíčka, folikulární buňky získávají kubický tvar[3]
  - mnohovrstevný – folikulární buňky vytváří vícevrstevný obal kolem vajíčka, vzniká také zona pellucida[3]
- sekundární (antrální) folikul, též označován jako Graafův folikul – z vrstvy folikulárních buněk u kraje vzniká stratum granulosum a vně od ní ještě vrstva buněk thekálních, naopak kolem vajíčka dále sílí zona pellucida
- preovulační folikul – 37 hodin před ovulací;[2] po ovulaci ze zbytku folikulu vzniká žluté tělísko (corpus luteum)